# Takakichi Asō
Pour les articles homonymes, voir Asō.
Takakichi Asō (麻生 太賀吉, Asō Takakichi) était un homme politique et chef d'entreprise japonais, né le 29 septembre 1911 à Iizuka dans la préfecture de Fukuoka, sur l'île de Kyūshū, et décédé le 2 décembre 1980.

## Famille et formation
Il est le petit-fils, par son père Tarō Asō, de Takichi Asō, fondateur de nombreuses mines de charbons à la fin du XIXe siècle, de plusieurs entreprises industrielles (notamment dans les secteurs ferroviaires et électriques) et enfin de la société financière et marchande des « magasins Asō » (麻生 商店, Asō Shōten). Par sa mère, Natsuko Kanō, il est le petit-fils du vicomte Hisayoshi Kanō (加納 久宜, Kanō Hisayoshi, 1847-1919), dernier hanshu (ou chef de clan), de 1867 à 1871, du clan Ichinomiya dans la province de Kazusa (et dont le territoire correspond plus ou moins actuellement au bourg d'Ichinomiya dans la préfecture de Chiba), puis membre de droit de la Chambre des pairs, gouverneur de la préfecture de Kagoshima (de 1894 à 1900) et banquier. Takakichi Asō est également le neveu, par sa mère toujours, du vicomte Hisākira Kanō (加納 久朗, Kanō Hisākira) qui fut le troisième gouverneur élu de Chiba de 1962 à 1963.
Après être sorti en 1929 du lycée de Fukuoka, il est diplômé en 1932 en droit et lettres de l'université impériale de Kyūshū. 

## Carrière

### Chef d'entreprise
Rentré dès 1933 dans l'entreprise familiale, il en prend rapidement la direction, à seulement 22 ans, à la suite du décès de son grand-père. Partisan de l'idéologie tant économique que nationale du Japon durant les premières années de l'ère Shōwa, il crée ainsi l'Académie Asō (groupement d'établissements scolaires privés) afin de former les enfants aux valeurs qui lui sont chères, à savoir avant tout servir la nation par son « esprit, son corps et les aptitudes techniques ». Il inscrit également rapidement son entreprise dans l'économie de guerre et l'idéologie liées à l'expansionnisme du Japon Shōwa, déclarant en janvier 1940 devant ses employés : « Dans notre pays, le travail et la gestion ne font qu'un, regardant dans la même direction : vers l'empereur. Nous devons avancer sur le chemin du devoir national [...] S'il se trouve quelqu'un ici ne comprenant pas cet esprit de service à la nation, en tant que sujet japonais il devrait véritablement avoir honte ». Il défend également la vision, assez fréquente au sein des dirigeants d'entreprise japonais, que les bénéfices réalisés doivent servir à améliorer le niveau de vie des employés de la société et non pas à l'enrichissement personnel de sa famille. 

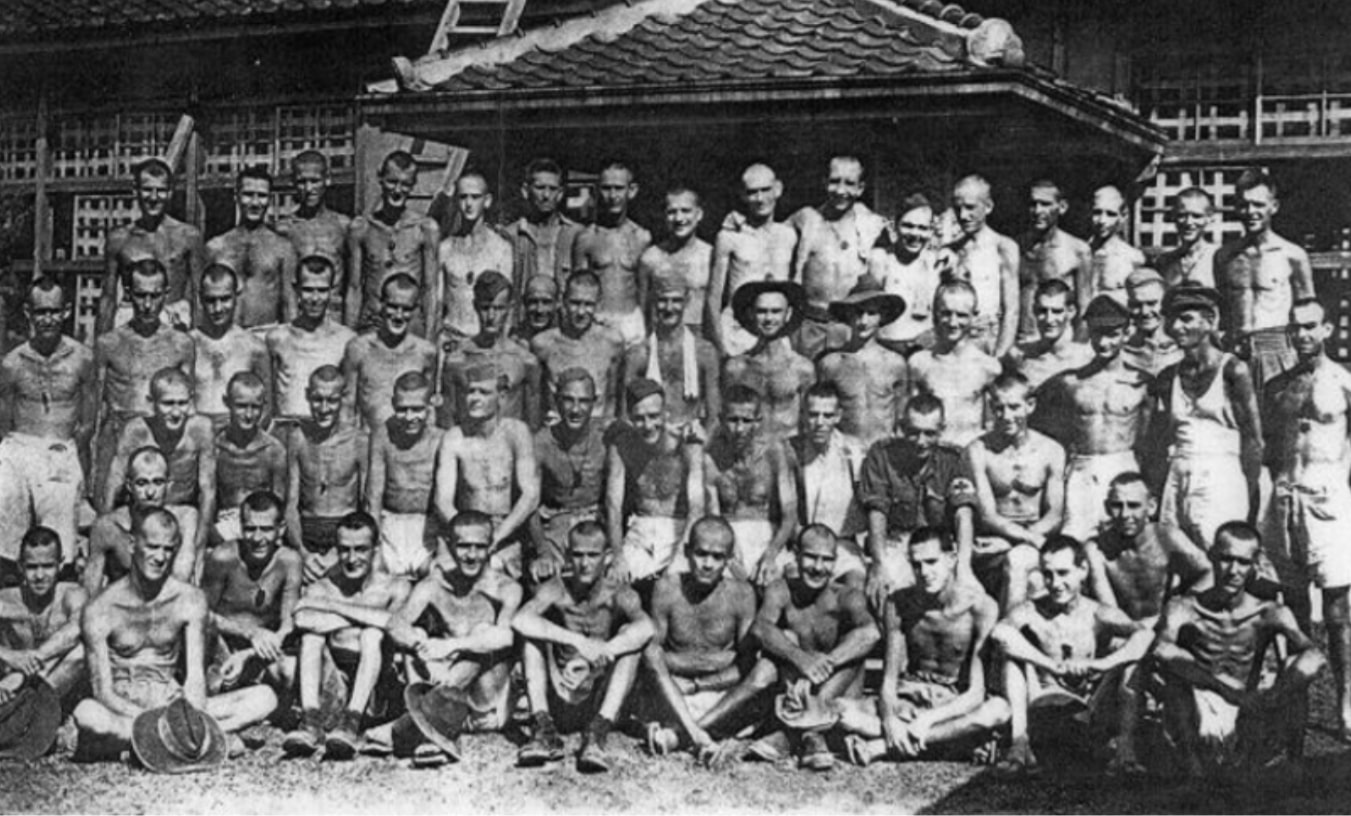
Prisonniers de guerre australiens forcés de travailler dans les mines Asō, photographie de groupe, août 1945.

Les historiens spécialistes de l'étude de l'action japonaise durant la Seconde Guerre mondiale ont démontré que les sociétés de la famille Asō ont, sous sa direction, largement bénéficié durant le conflit de la réquisition forcée de Coréens ou de prisonniers de guerre alliés : le groupe a ainsi employé un total de 12 000 Coréens entre 1939 et 1945 (avec toutefois 61,5 % d'entre eux ayant réussi à s'évader, soit le plus fort taux de la préfecture de Fukuoka) et environ 300 prisonniers alliés, travaillant dans des conditions extrêmes dans les mines de charbon et n'étant pratiquement pas payés. Ses fils qui lui ont succédé à la tête du groupe, Tarō (entré ensuite en politique et actuel Premier ministre) et Yutaka Asō (actuel président de la holding familiale), ont été critiqués par certains défenseurs du devoir de mémoire et les anciens ouvriers exploités survivants (ou leurs descendants) pour n'avoir jamais clairement demandé pardon au nom de leur père et de leurs entreprises pour leurs rôles dans ce domaine (Tarō Asō n'a reconnu que des prisonniers de guerre avaient été employés de manière forcée dans les mines familiales qu'à la veille de devenir premier ministre en 2008).
Après la Seconde Guerre mondiale, il réorganise les possessions de sa famille et préside, en 1954, à la fusion des activités industrielles (réunies dans la Asō Cement Railway Co. Ltd.) et minières (de la Asō Mining Co. Ltd.) pour donner naissance pour la première fois au groupe familial intitulé Asō Industry Co. Ltd.. Il commence à réduire l'exploitation de charbon et à développer la production de ciment qui devient bientôt la principale production du groupe au point de former en 1966 une société à part entière, la Asō Cement Co. Ltd.. Il entreprend également l'internationalisation de la compagnie, contribuant à l'implanter en Afrique (notamment en tentant pendant un temps l'exploitation de diamants en Sierra Leone, confiée à son fils aîné Tarō Asō) ou en Amérique latine. Il se retire finalement de la direction du groupe en 1973 pour la céder à Tarō Asō.
En parallèle de sa carrière de chef d'entreprise, Takakichi Asō se lance aussi dans la politique.

### Carrière politique
Il rencontre, lors d'un voyage à Londres, Shigeru Yoshida, alors ambassadeur du Japon au Royaume-Uni (de 1936 à 1938). Il en devient un ami et un des plus proches collaborateurs (il est d'ailleurs son gendre par son mariage en 1938 avec Kazuko Yoshida). Lorsque Shigeru Yoshida fonde le Parti libéral en 1945 et devient la figure politique majeure du direct après-guerre et le père de la reconstruction (en étant Premier ministre de 1946 à 1947 puis de 1948 à 1954), il entraîne Takakichi Asō avec lui dans le jeu politique. Il est ainsi élu député à la Chambre des représentants de 1949 à 1955, pour le 2e district électoral de sa préfecture natale de Fukuoka. Celle-ci s'étend dans le nord de la préfecture, du détroit de Kammon (comprenant notamment la moitié occidentale, et la plus résidentielle, de l'actuelle ville de Kitakyūshū) jusqu'aux pays montagneux de l'intérieur de la préfecture, connus pour être le cœur d'un des plus importants bassins houillers du Japon et où l'essentiel des activités industrielles d'Asō sont implantées. Bien que n'ayant occupé aucune fonction ministérielle, il reste très influent, un des principaux conseillers de son beau-père, son rôle étant de servir de lien entre ce dernier et les milieux industriels ainsi que de la jeune génération politique (dont Kakuei Tanaka dont il devient un proche). Après la création du PLD, Shigeru Yoshida se retire, suivi de peu par Takakichi Asō.

## Famille
De son épouse Kazuko Yoshida (吉田 和子, Yoshida Kazuko), fille du Premier ministre Shigeru Yoshida et arrière-petite-fille par sa mère du célèbre samouraï Ōkubo Toshimichi, il a eu six enfants, dont plusieurs ont eu une carrière importante :
- Tarō Asō (麻生 太郎, Asō Tarō?), né le 20 septembre 1940, successeur de son père à la tête du groupe Asō en 1973 avant de se lancer dans une carrière politique au sein du PLD à partir de 1979, plusieurs fois ministres, il fut le 59e Premier ministre du Japon du 24 septembre 2008 au 16 septembre 2009.
- Jirō Asō (麻生 次郎, Asō Jirō?), décédé jeune.
- Setsuko Asō (麻生 雪子, Asō Setsuko?), épouse de Kazutane Sōma (相馬 和胤, Sōma Kazutane?), 33e descendant du clan Sōma.
- Asako Asō (麻生 旦子, Asō Asako?), épouse de Kiyohiko Arafune (荒船 清彦, Arafune Kiyohiko?), diplomate qui fut ambassadeur du Japon en Espagne jusqu'en 2001.
- Yutaka Asō (麻生 泰, Asō Yutaka?), né en 1946, actuel président du groupe Asō.
- Princesse Nobuko Asō (麻生 信子, Asō Nobuko?), née en 1955, devenue membre de la famille impériale sous le titre complet de Son Altesse impériale la princesse impériale consort Nobuko Tomohito de Mikasa (三笠宮 寬仁 親王妃 信子 殿下, Mikasa-no-miya Tomohito shinnōhi Nobuko denka?), par son mariage en 1980 avec le prince Tomohito de Mikasa, cousin germain de l'actuel empereur du Japon.